# Marij El
Mari El (uradno Republika Marij El, rusko Респу́блика Ма́рий Эл, Mari Марий Эл Республик, latinizirano: Marij El Respublik) je avtonomna republika Ruske federacije v Privolškem federalnem okrožju. Meji na Kirovsko in Niženovgorodsko oblastjo ter republiki Tatarstan in Čuvašijo. Ustanovljena je bila 4. novembra 1920.